# ترناوا (چاچاک)
ترناوا (به صربی: Trnava) یک منطقهٔ مسکونی در صربستان است که در چاچاک واقع شده‌است. ترناوا ۱۵٫۴۰ کیلومتر مربع مساحت و ۲٬۹۱۳ نفر جمعیت دارد و ۵۸۹ متر بالاتر از سطح دریا واقع شده‌است.